# The Battle of Los Angeles
The Battle of Los Angeles je treći studijski album američke rap metal grupe Rage Against the Machine. Album je izdan 2. studenog 1999. godine i debitirao je na broju jedan Billboardove top ljestvice.
Časopisi Time i Rolling Stone proglasili su ga za najbolji album u 1999. godini, a magazin SPIN ga je stavio na 53 mjesto najboljih albuma u razdoblju od 1985. do 2005. godine.
Pjesma "Calm Like a Bomb" se koristi u odjavnoj špici filma The Matrix Reloaded.
Videospotove za pjesme "Sleep Now in the Fire" i "Testify" je režirao Michael Moore.
Grupa je 2000. godine dobila Grammya za najbolju Hard Rock izvedbu za pjesmu "Guerrilla Radio"

## Koncept
"Voice of the Voiceless", pjesma koja se odnosi na Mumiju Abu Jamala, odnosi se na pismo koje je napisao Mao Zedong, pod nazivom "Jedna iskra može pokrenuti prerijsku vatru". Još jedna veza s njim može se vidjeti u Mumia-inim parafraziranim riječima iz Mao-ove "snaga raste iz cijevi puške" kada je Mumia dao svoje svjedočenje na sudu: "Amerika je ta koja je od Indijanaca preuzela političku moć, ne uz pomoć Boga, ne kršćanstvom, ne dobrotom, već puškom."

## Popis pjesama
1. "Testify" – 3:30
2. "Guerrilla Radio" – 3:26
3. "Calm Like a Bomb" – 4:58
4. "Mic Check" – 3:33
5. "Sleep Now in the Fire" – 3:25
6. "Born of a Broken Man" – 4:41
7. "Born as Ghosts" – 3:21
8. "Maria" – 3:48
9. "Voice of the Voiceless" – 2:31
10. "New Millennium Homes" – 3:44
11. "Ashes in the Fall" – 4:36
12. "War Within a Breath" – 3:36
13. "No Shelter" – 4:06 *

- bonus pjesma na izdanjima za australsko i japansko tržište.

## Singlovi
- "Guerrilla Radio" - 1999
- "Sleep Now in the Fire" - 2000
- "Testify" - 2000
- "Calm Like a Bomb" - 2000

## Izvođači
- Zack de la Rocha – pjevač
- Tom Morello – gitara
- Tim Commerford – bas-gitara
- Brad Wilk – bubnjevi

## Top ljestvice

### Albuma
| Godina | Ljestvica               | Pozicija |
| ------ | ----------------------- | -------- |
| 1999.  | The Billboard 200       | #1       |
| 1999.  | Top Internet Albumi     | #1       |
| 1999.  | UK Top Ljestvica Albuma | #23      |

### Singlova
| Godina | Singl                   | Ljestvica              | Pozicija |
| ------ | ----------------------- | ---------------------- | -------- |
| 1999.  | "Guerrilla Radio"       | Modern Rock Tracks     | #6       |
| 1999.  | "Guerrilla Radio"       | Mainstream Rock Tracks | #11      |
| 1999.  | "Guerrilla Radio"       | UK Top Ljestvica       | #32      |
| 2000.  | "Sleep Now in the Fire" | Modern Rock Tracks     | #8       |
| 2000.  | "Sleep Now in the Fire" | Mainstream Rock Tracks | #16      |
| 2000.  | "Sleep Now in the Fire" | UK Top Ljestvica       | #43      |
| 2000.  | "Testify"               | Modern Rock Tracks     | #16      |
| 2000.  | "Testify"               | Mainstream Rock Tracks | #22      |

## Vanjske poveznice
- allmusic.com  Arhivirana inačica izvorne stranice od 10. ožujka 2005. (Wayback Machine) - The Battle of Los Angeles